# Вахрушівське міське поселення
Вахруші́вське міське поселення (рос. Вахрушевское городское поселение) — адміністративна одиниця у складі Слободського району Кіровської області Росії. Адміністративний центр поселення — селище міського типу Вахруші.

## Історія
Станом на 2002 рік на території сучасного поселення існували такі адміністративні одиниці:
- смт Вахруші (смт Вахруші)
- частина Ленінського сільського округу (присілок Підсобне хозяйство)

Поселення було утворене згідно із законом Кіровської області від 7 грудня 2004 року № 284-ЗО у рамках муніципальної реформи.
Станом на 2002 рік присілок Підсобне хозяйство перебувало у складі Ленінського сільського округу, а вже станом на 2004 рік — підпорядковувалось смт Вахруші.

## Населення
Населення поселення становить 9672 особи (2017; 9693 у 2016, 9732 у 2015, 9765 у 2014, 9711 у 2013, 9703 у 2012, 9769 у 2010, 10708 у 2002).

## Склад
До складу поселення входять 2 населених пункти:
| Населений пункт               | Населення, осіб (2002) | Населення, осіб (2010) |
| ----------------------------- | ---------------------- | ---------------------- |
| Вахруші, селище міського типу | 10654                  | 9715                   |
| Підсобне хозяйство, присілок  | 54                     | 54                     |